# ウッタラディット県

ウッタラディット県
จังหวัดอุตรดิตถ์

- この項目は英語版を元に作成されています。

ウッタラディット県（ウッタラディットけん、タイ語: อุตรดิตถ์）は、タイ・北部の県（チャンワットจังหวัด）の一つ。南側はピッサヌローク県、西側はスコータイ県、北西部はプレー県、北東部はナーン県と接している。東側にはラオスとの国境を有し、同国のサイニャブーリー県と接している。バンコクから約500㎞、チェンマイから約240㎞の距離に位置する。

## 歴史
「ウッタラディット」は、ナーン川の一大貿易拠点だったことから、『北の港』や『北の荷卸し地』をタイ語で意味する名前がつけられた。スコータイ王朝時代は、複数の都市国家（ムアン）に分かれており、ムアン・ファンは現在のムアン・ウッタラディット地区、ムアン・トゥン・ヤンはラプレ、ムアン・タ・チュチョクはトロン地区に当たる。アユタヤ王朝時代は、ムアン・ピチャイがタイ王国における16の主要なムアンの一つとされていた。ナレースワン王時代は、ピチャイの統治者は反逆しサワンカロークに下った。この反乱は鎮圧され、両都市の住民はピサヌロークの南部に強制転居させられた。1767年、ビルマによるアユタヤ王朝の凋落によって、ピチャイは侵略者と対峙する戦場と化した。ピチャイの統治者はビルマ軍を迎撃することに成功し、敵と血を血で洗う激しい戦闘による功績からプラヤー・ピチャイダープハック「折れた剣のピチャイ卿」と讃えられた。ラーマ3世の時代、ムアン・ピチャイは北シャムのナーンやプレーだけでなく、ラオスのルアンパバーンやビエンチャンさえも統治下に置いていた。ナーン川の港は既に浅くなってしまっていた。本都市が重要な貿易拠点として成長を遂げたことから、1887年この都市はピチャイに従属した。1899年には中心部が新しい場所へ移転し、1915年にウッタラディットの名に改められた。

## 地理
ウッタラディット県はナーン川に沿うようにあり、市内から約45kmの地点で、ナーン川はシリキット王妃・ダムにつながる。ダムは25,000haの面積を持つ。ピー・パン・ナム山脈は県北西部まで伸びている。
県は広くチークが豊富に見られ、主な生産物にもなった。トンサクヤイ森林公園では樹齢1,500年程度、胴回り9.87m、高さ37mの世界最大のチークを見ることができる。この木は森林公園の名になっている「トンサクヤイ」と呼ばれており、元は48.5mの高さがあったが、嵐で一部が折れたため現在の高さになった。ウッタラディットにおける国立公園はクロン・トロン、ラム・ナム・ナン、プ・ソイ・ダオの3つがある。

## 県章

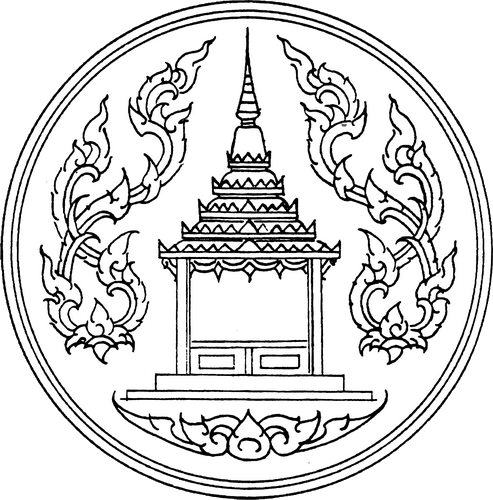
県章

県章はラップレー郡にあるワット・プラテーンシラアット（寺院）がデザインされている。寺の本尊はラテライト製の煉瓦でブッダが悟りを得るために使った道具であると信じられている。モンドップはその上に建てられている。
県木はチーク、県花はカリン (ดอกประดู, マメ科 Pterocarpus sp.) の花である。

## 行政区
ウッタラディット県は9の郡（アムプー）に分かれ、その下に67の町（タムボン）、562の村（ムーバーン）がある。
| ウッタラディット県の郡 | 1. ムアンウッタラディット郡 2. トローン郡 3. タープラー郡 4. ナムパート郡 5. ファークター郡 6. バーンコーク郡 7. ピチャイ郡 8. ラップレー郡 9. トーンセーンカン郡 |

## その他
日本のSF小説『MM9 怪獣のいる風景』（単行本化時に『トワイライト・テールズ』に改題）の第3・4話の舞台となっている。